# Tomás de Inglaterra
Tomás de Inglaterra o de Bretaña (en inglés Thomas of Britain) fue un prominente poeta anglo-normando del siglo XII. Es conocido por su poema en francés Tristán, una versión de la leyenda arturiana de Tristán e Isolda, de la cual solo existen ocho fragmentos de alrededor de 3 300 líneas de verso, sobre todo de la última parte de la historia. También se calcula que representa cerca de una sexta parte de la historia original.
El poema se escribió entre 1155 y 1160, posiblemente para Leonor de Aquitania, puesto que la obra sugiere lazos cercanos con la corte de Enrique II de Inglaterra. Aparte de esto, su identidad es obscura; se ha especulado que debe ser identificado con el «Tomás» que escribió el «Romance de Horn», pero no se ha confirmado.
Los pocos fragmentos que se conservan de la versión de Tomás de Bretaña son el final de la historia y un episodio intermedio, donde Tristán e Isolda se encuentran separados y con un matrimonio sin amor, mientras Tristán está casado con «Isolda la de las manos blancas». Mediante su misma versión en prosa que elaboró por encargo de Haakon V, rey de Noruega, además del trabajo que llevó a cabo un siglo después el monje islandés Fray Roberto, es posible apreciar que el autor se centró en la parte triste de la leyenda, así como en obtener una idea completa de la trama.